# Шурф Лонли-Локли
Сэр Шурф Лонли-Локли — литературный персонаж циклов произведений Макса Фрая: «Лабиринты Ехо», «Хроники Ехо», «Сновидения Ехо».
Родился в богатой семье незадолго до начала Смутных времён. Детство провел в отдалённом пригороде Ехо. Отец числился младшим магистром в ордене Дырявой Чаши, мать покинула семью сразу после рождения сына, поступив в орден Потаённой Травы.
Выдающиеся способности Шурфа Лонли-Локли к Очевидной магии проявились очень рано. По семейной традиции он поступил в орден Дырявой Чаши и довольно быстро стал младшим магистром. Стремясь обрести бессмертие за счёт большого количества силы, добился должности Мастера Рыбника — смотрителя аквариумов ордена Дырявой Чаши. Однажды осуществил своё намерение выпить всю воду из порученных ему аквариумов, получив таким образом то, что предназначалось для 600 человек. Однако Шурф был не в состоянии контролировать свою силу. В Ехо его прозвали Безумным Рыбником. В течение нескольких лет он пугал горожан, но однажды убил двух магистров ордена Ледяной Руки, потому что захотел изготовить Перчатки Смерти. Убитые магистры Киба Аццах и Йук Йуггари преследовали сэра Шурфа во снах, поэтому он не спал несколько лет. От мести убитых магистров его, истощённого, непреднамеренно спас сэр Джуффин Халли — так на свет появился сдержанный и рациональный сэр Шурф Лонли-Локли. Впоследствии он работал на Кеттарийского охотника, в частности помогал ему в охоте на Лойсо Пондохву.
Эта история подробно описана в книге «Ворона на мосту».
После принятия Кодекса Хрембера работал в Тайном Сыске сначала в должности Смерти на Королевской службе, а далее как  Мастер Пресекающий Ненужные Жизни. В 123 году Эпохи Кодекса, через несколько лет после отъезда в Харумбу Нуфлина Мони Маха, по просьбе Джуффина временно возглавил Орден Семилистника, поскольку пришло время переписывать Кодекс Хрембера.

Макс так описывает внешний вид Шурфа Лонли-Локли: 
«Поскольку „Роллинг Стоунз“, несмотря на всю их популярность, совершенно неизвестны в Мире, так что кроме меня некому было поражаться сходству сэра Лонли-Локли с пожилым Чарли Уоттсом, их легендарным ударником. Прибавьте к такой физиономии исключительно высокий рост при исключительной же худощавости…»